# Fight da faida
Fight da faida è un singolo del rapper italiano Frankie hi-nrg mc, pubblicato il 1º febbraio 1992.

## Descrizione
Il brano è una denuncia ai soprusi dei potenti, alla criminalità, alla corruzione e alle ingiustizie, ma soprattutto incita le vittime a risollevarsi e a non farsi mai più soggiogare. La base del brano è realizzata con uno scacciapensieri, e verso la fine viene recitata una filastrocca in lingua siciliana.
Nel 1993 il singolo è stato inserito nella lista tracce dell'album di debutto del rapper, Verba manent, mentre l'anno seguente è stato ripubblicato in una versione hard rock e denominata Hardmade.

## Video musicale
Del video esistono due versioni. Nella prima il video è diviso in due parti: in quella sinistra sono proiettate immagini e video di violenza e morte, nella parte destra invece, in bianco e nero, troviamo Frankie hi-nrg mc che fa la sua performance mentre in basso scorrono le parole del testo. La seconda, invece, consiste in dei disegni animati a colori (realizzati da Vincenzo Gioanola) che seguono fedelmente il testo della canzone e rappresentano con ironia tutte le situazioni descritte dal rapper. Questo video fu inizialmente preparato per promuovere la versione originale della canzone, solo che con la pubblicazione della versione Hardmade si decise di usarlo come video per quest'ultima.

## Tracce
Testi di Francesco Di Gesù, musiche di Alberto Brizzi.

### Edizione del 1992
12", 12" promozionale, download digitale
- Lato A

1. Fight da faida (Original versione) – 4:43 – senza sottotitolo nell'edizione digitale
2. Fight da faida (Instrumentale) – 4:43

- Lato B

1. Fight da faida (Hip Hop Hard Attack) – 5:20
2. Fight da faida (Tri Tri Tri Trinacria Breakdown) – 0:31

### Edizione del 1994
CD, 12"
Edizioni musicali Music Market sas (tracce 1, 3); BMG Ariola Spa (tracce 2, 4).
1. Fight da faida (Hardmade) – 4:16
2. Omaggio, tributo, riconoscimento (Handmade) – 4:10
3. Fight da faida (Hardmade (strumentale)) – 4:16
4. Omaggio, tributo, riconoscimento (Handmade (strumentale)) – 4:10

## Formazione
Edizione del 1992
- Frankie hi-nrg mc – rapping
- Alberto Brizzi – programmazioni
- Marco Capaccioni – mixer
- Vannina La Bruna – voce

Edizione del 1994
- Frankie hi-nrg mc – rapping
- Ciccio Bruni – chitarra
- Marco Capaccioni – mixer
- Lino De Rosa – basso (tracce 1 e 3)
- Cisca Boccacci – batteria (tracce 1 e 3)
- DJ Stile – giradischi (tracce 1 e 3)
- Andrea Ambrosi – basso (tracce 2 e 4)
- Alberto Brizzi – tastiera (tracce 2 e 4)
- Massimo Manzi – batteria (tracce 2 e 4)
- Bob Piermartire – tromba  (tracce 2 e 4)